# Villasalto
Villasalto település Olaszországban, Szardínia régióban, Cagliari megyében. Lakosainak száma 954 fő (2023. január 1.). Villasalto San Vito, Dolianova, Armungia, Burcei, Sinnai, Villaputzu és San Nicolò Gerrei községekkel határos.

## Népesség
A település lakossága az elmúlt években az alábbi módon változott:
| Lakosok száma | 1054 | 1046 | 954  |
|               | 2017 | 2018 | 2023 |